# Julen Arriolabengoa
Arriolabengoa  Beitia est un nom espagnol. Le premier nom de famille, en général paternel, est Arriolabengoa ; le second, en général maternel, souvent omis, est Beitia.
Julen Arriolabengoa Beitia (né le 16 février 2001 à Eskoriatza) est un coureur cycliste espagnol.

## Biographie
Julen Arriolabengoa est originaire d'Eskoriatza, une localité située dans la communauté autonome du Pays basque. Il grandit toutefois dans la commune d'Erentxun en Alava. Il commence le cyclisme à l'Arabarrak Kirol Taldea d'Agurain en catégorie cadet (moins de 17 ans). 
Après un intermède à la SC Amorebieta, il intègre la réserve de l'équipe Caja Rural-Seguros RGA en 2020. Décrit comme un bon grimpeur, il se distingue lors de la saison 2021 en remportant deux courses au Pays basque. L'année suivante, il connait une préparation perturbée par une blessure. Il parvient toutefois à terminer deuxième du Tour de Cantabrie et troisième de la Subida a Urraki. 
En 2023, il s'illustre sur le circuit basco-navarrais en obtenant plusieurs victoires et de nombreuses places d'honneur. Grâce à ses performances, il s'impose au classement final du Torneo Euskaldun. Il triomphe également sur la dernière étape du Tour de Guadalentín, au mois de février. La même année, il finit troisième de la Subida a Gorla, ou encore cinquième du Tour de la Bidassoa. 
Arriolabengoa passe finalement professionnel en 2024 dans l'équipe première de Caja Rural-Seguros RGA. Son premier contrat s'étend sur deux saisons. Il reprend la compétition en janvier lors des épreuves du Challenge de Majorque.

## Palmarès
- 2021
  - Laudio Saria
  - San Bartolomé Sari Nagusia
  - 2e du Trophée Eusebio Vélez
- 2022
  - 2e du Tour de Cantabrie
  - 3e de la Subida a Urraki
- 2023
  - Torneo Euskaldun
  - 3e étape du Tour de Guadalentín
  - Premio Nuestra Señora de Oro
  - Andra Mari Txiki Saria
  - Oñati Proba
  - 2e du Mémorial Sabin Foruria
  - 2e de la Prueba Loinaz
  - 3e du Laukizko Udala Saria
  - 3e de la Subida a Gorla
  - 3e du San Isidro Sari Nagusia
  - 3e du Trofeo Iturmendi
  - 3e du Circuito Aiala